# 筑波小唄
『筑波小唄』（つくばこうた)は、茨城県出身の童謡詩人、野口雨情が作詞、藤井清水が作曲した、茨城県つくば市北条を舞台とした新民謡。

## 歴史
1928年に国産初のレコード『波浮の港』を作詞した野口雨情は、1930年8月、旧筑波町の江戸屋旅館で開かれた座談会に出席した。同年10月に筑波を再訪した雨情は『筑波小唄』を作詞、ただちに藤井清水が作曲し、江戸屋別館にて関係者に披露される。その際の『筑波小唄』は1番から5番まであったが、日本ビクター蓄音機株式会社が制作したレコードでは、1,2番が『筑波節』、3～5番が『筑波小唄』の2つの歌となって発表された。
2012年、野口雨情の生誕130周年を記念したラジオ番組の企画がきっかけで、1930年に日本ビクター蓄音機株式会社が制作した『筑波節』『筑波小唄』が収録されたSP盤レコードが発見された。

## 歌詞
思ひかけ橋　筑波へかけて

　ヨイショ　アリャリャンセ

うすい情も　かけるやら　ソレナントショ

　サイコドン　ハ　トコヤンサノセ

　　(第二節以下囃子詞省略)

男女川さへ　恋路がつもりや

　流す浮名も　淵となる

雪が降るのに　筑波の山は

　春の鶯　笹で啼く

北条通れば　うしろに筑波

　ままよ逢はずに　帰らりょか